# 썬더일레븐의 에피소드 목록
다음은 애니메이션 이나즈마 일레븐의 방영 목록이다.

## 썬더일레븐
이나즈마 일레븐 1기 / 썬더 일레븐 1기 (1화 ~ 26화)
1. (1화)サッカーやろうぜ! (얘들아 축구하자!)
2. (2화)帝国が来た! (제국이 오다!)
3. (3화)あみだせ必殺技! (필살기를 개발해라!)
4. (4화)ドラゴンが出た! (용이 등장하다!)
5. (5화)秘伝書はどこだ! (비전서를 찾아라!)
6. (6화)これがイナズマ落としだ! (이게 바로 번개슛이다!)
7. (7화)河川敷の決闘! (갑작스러운 결투)
8. (8화)恐怖のサッカーサイボーグ! (공포의 축구 사이보그!)
9. (9화)目金、立つ! (안경민, 납시다!)
10. (10화)帝国のスパイ! (제국의 스파이!)
11. (11화)新監督を探せ! (새로운 감독을 찾아라!)
12. (12화)決戦!帝国学園・前編!!(제국과의 결전, 전편!!)
13. (13화)決戦!帝国学園・後編!!(제국과의 결전, 후편!!)
14. (14화)伝説のイレブン!(전설의 축구팀!)
15. (15화)来たぜ!全国大会!!(드디어 전국대회다!!)
16. (16화)破れ!忍者サッカー!!(무찌르자! 닌자 축구!!)
17. (17화)鬼道の決意!(귀도의 결심!)
18. (18화)砕け!無限の壁!!(무한의 벽을 부셔라!!)
19. (19화)よみがえった天才!(부활한 천재!)
20. (20화)必殺のトライアングルZ!(필살의 트라이앵글 Z!)
21. (21화)激闘!木戸川清修!!(청수 중학교와의 결투!!)
22. (22화)ゴッドハンドを超えろ!(갓핸드를 뛰어넘어라!)
23. (23화)神の挑戦状!(신의 도전장!)
24. (24화)合宿やろうぜ!(합숙하자!)
25. (25화)最後の決戦!(마지막 결전!)
26. (26화)激突!神vs魔神!!(신 VS 마신 격돌하다!!)

이나즈마 일레븐 2기 / 썬더 일레븐 2기 (27화 ~ 52화)
1. (27화)宇宙人が来た!(외계인이 왔다!)
2. (28화)出撃!雷門イレブン!!(출격! 천둥 축구부!!)
3. (29화)倒せ!黒の11人!!(11명의 검은 적군을 무찔러라!!)
4. (30화)脅威!エイリア学園!!(에일리아 학교의 위협!!)
5. (31화)伝説のストライカーを探せ!(전설의 스트라이커를 찾아라!)
6. (32화)雪原の皇子 (プリンス) !(설원의 왕자!)
7. (33화)エースストライカーはだれだ!(에이스 스트라이커는 누구냐!)
8. (34화)衝撃!エイリア学園!!(충격의 에일리아!)
9. (35화)イプシロン来襲!(엡실론의 습격!)
10. (36화)かくされた力!(숨겨진 힘!)
11. (37화)帝国の逆襲・前編!!(제국의 역습! 전편!!)
12. (38화)帝国の逆襲・後編!!(제국의 역습! 후편!!)
13. (39화)最後のワイバーンブリザード!(마지막 와이번 블리자드!)
14. (40화)一之瀬!最大の危機!!(마지원! 최대의 위기!!)
15. (41화)デザームの罠!!(데자무의 함정!!)
16. (42화)激闘!最凶イプシロン!!(최악의 적! 엡실론을 이겨라!!)
17. (43화)じいちゃんの究極奥義!(할아버지의 궁극의 비법!)
18. (44화)もうひとつのマジン・ザ・ハンド!(또 하나의 마신 더 핸드!)
19. (45화)激震!最強のジェネシス!!(최강의 팀 제네시스!!)
20. (46화)キャプテンの試練!(주장의 시련!)
21. (47화)南海の大決闘!(남해에서 벌인 대결투!)
22. (48화)炎のストライカー!(불꽃의 스트라이커!)
23. (49화)ノリノリ!リズムサッカー!!(신나는 리듬 축구!!)
24. (50화)うなれ!正義の鉄拳!!(깨어나라! 정의의 철권!!)
25. (51화)逆襲!イプシロン改!!(수퍼 엡실론의 역습!!)
26. (52화)復活の爆炎!!(부활의 폭염!!)

이나즈마 일레븐 3기 / 썬더 일레븐 2.5기 (53화 ~ 65화)
1. (53화)凍てつく闇・ダイヤモンドダスト!(얼어붙는 어둠, 다이아몬드 더스트!)
2. (54화)最強の助っ人アフロディ!(최강의 조력자 아후로디!)
3. (55화)円堂・新たなる挑戦!(엔도, 새로운 도전!)
4. (56화)対決!円堂vs豪炎寺!!(대결! 엔도 vs 고엔지!!)
5. (57화)奇跡のチーム!ザ・カオス!!(기적의 팀! 더 카오스!!)
6. (58화)炸裂!ファイアブリザード!!(작렬! 파이어 블리자드!!)
7. (59화)ついに来た!エイリア学園!!(드디어 왔다! 에일리아 학원!!)
8. (60화)エイリア学園の正体!(에일리아 학원의 정체!)
9. (61화)最終決戦!ザ・ジェネシス・前編!!(최종결투! 더 제네시스, 전편!!)
10. (62화)最終決戦!ザ・ジェネシス・後編!!(최종결투! 더 제네시스, 후편!!)
11. (63화)終わりなき脅威! (끝나지 않은 위협!)
12. (64화)激突!雷門VS雷門!! (격돌! 라이몬 vs 라이몬!!)
13. (65화)友情の究極奥義!(우정의 궁극오의!)

이나즈마 일레븐 외전편 / 썬더 일레븐 외전편 (66화 ~ 67화)
1. (66화)地上最強のチームへ!ブリザード編!!(지상 최강의 팀으로! 블리자드 편!!)
2. (67화)地上最強のチームへ!ファイア編!!(지상 최강의 팀으로! 파이어 편!!)

이나즈마 일레븐 4기 / 썬더 일레븐 3기 (68화 ~ 107화)
1. (68화)集結!日本代表!!(집결! 일본대표!!)
2. (69화)誕生!イナズマジャパン!!(탄생! 이나즈마 재팬!!)
3. (70화)呪われた監督!(저주받은 감독!)
4. (71화)開幕!世界への挑戦!!(개막! 세계로의 도전!!)
5. (72화)ビッグウェイブを乗り越えろ!(빅 웨이브즈를 뛰어넘어라!)
6. (73화)灼熱の戦士! デザートライオン!!(작열의 전사! 데저트 라이온!!)
7. (74화)眠れる虎!目覚める時!!(잠자는 호랑이! 눈을 뜰 때!!)
8. (75화)真剣勝負!円堂と飛鷹!!(진검승부! 엔도와 토비타카!!)
9. (76화)代表交代!?最強の挑戦者たち!(대표교대!? 최강의 도전자들!)
10. (77화)究極対決!久遠ジャパンVS瞳子ジャパン!!(궁극대결! 쿠도 재팬 vs 히토미코 재팬!!)
11. (78화)冬花の究極奥義大作戦!!(후유카의 궁극오의 대작전!!)
12. (79화)豪炎寺の決意!(고엔지의 결의!)
13. (80화)最後の試合(최후의 시합!)
14. (81화)アジア最強!ファイアードラゴン!!(아시아 최강! 파이어 드래곤!!)
15. (82화)完全なる戦術!パーフェクトゾーンプレス!!(완전한 전술! 퍼펙트 존 프레스!!)
16. (83화)たちあがれキャプテン!(일어서라 주장!)
17. (84화)手に入れろ!世界への切符!!(손에 넣어라! 세계로의 표!!)
18. (85화)来たぜ!世界大会!!(왔다! 세계대회!!)
19. (86화)驚愕!これが世界レベルだ!!(경악! 이것이 세계 레벨이다!!)
20. (87화)英国の騎士!ナイツオブクィーン!!(영국의 기사! 나이츠 오브 퀸!!)
21. (88화)完成!俺だけの必殺技!!(완성! 나만의 필살기!!)
22. (89화)ムゲン・ザ・ハンドを超えろ!(무한 더 핸드를 뛰어넘어라!)
23. (90화)帝国の呪縛!前編!!(제국의 주박! 전편!!)
24. (91화)帝国の呪縛!後編!!(제국의 주박! 후편!!)
25. (92화)戦慄!もう一人の〈鬼道〉!!(전율! 또 한 명의 '키도'!!)
26. (93화)最強対決! ペンギンVSペンギン!!(최강대결! 펭귄 vs 펭귄!!)
27. (94화)立ちはだかる要塞!(가로막는 요새!)
28. (95화)絶体絶命! イナズマジャパン敗北!?(절체절명! 이나즈마 재팬 패배!?)
29. (96화)フユッぺの秘密(후윳뻬의 비밀)
30. (97화)一之瀬! 最後のキックオフ!!(이치노세! 최후의 킥 오프!!)
31. (98화)全力の友情! 一之瀬VS円堂!!(전력의 우정! 이치노세 vs 엔도!!)
32. (99화)不死鳥の決意(불사조의 결의)
33. (100화)奇跡! カッパとの遭遇!?(기적! 캇파와의 조우!?)
34. (101화)激突! 虎と鷹!!(격돌! 호랑이와 매!!)
35. (102화)よみがえる記憶! 冬花の真実!!(되살아나는 기억! 후유카의 진실!!)
36. (103화)いよいよ決戦! フィディオの決意!!(드디어 결승! 피디오의 결의!!)
37. (104화)最強タクティクス! カテナチオカウンター!!(최강 택틱스! 카테나치오 카운터!!)
38. (105화)熱闘! 円堂VSフィディオ!!(열투! 엔도 vs 피디오!!)
39. (106화)最後の決戦! 影山零治!!(최후의 결전! 카게야마 레이지!!)
40. (107화)じいちゃんの最後のノート!!(할아버지의 최후의 노트!!)

이나즈마 일레븐 5기 / 썬더 일레븐 4기 (108화 ~ 127화)
1. (108화)ライオコット島の伝説!!(라이어콧트 섬의 전설!!)
2. (109화)天空の使徒!!(천공의 사도!!)
3. (110화)魔界軍団 Z!(마계군단 Z!)
4. (111화)魔王降臨! ダークエンジェル!!(마왕강림! 다크엔젤!!)
5. (112화)ザ・キングダムの闇!(더 킹덤의 어둠!)
6. (113화)ガルシルドの陰謀!(가르실드의 음모!)
7. (114화)イナズマジャパン VS ザ・キングダム(이나즈마 재팬 vs 더 킹덤)
8. (115화)サッカー王国の逆襲！(축구왕국의 역습!)
9. (116화)脅威！リトルギガント！！(위협! 리틀 기간트!!)
10. (117화)襲撃！究極の強化人間！！(습격! 궁극의 강화인간!!)
11. (118화)恐怖のチーム・ガルシルド！(공포의 팀 가르실드!)
12. (119화)最強のライバル！(최강의 라이벌!)
13. (120화)フィディオの友情大特訓！(피디오의 우정 대특훈!)
14. (121화)世界一へ!１１の言葉!!(세계제일로! 11개의 말!!)
15. (122화)イナズマジャパン最後の戦い！(이나즈마 재팬 최후의 싸움!)
16. (123화)頂上決戦！リトルギガント・前編！！(정상결전! 리틀 기간트, 전편!!)
17. (124화)頂上決戦！リトルギガント・後編！！(정상결전! 리틀 기간트, 후편!!)
18. (125화)ついに決戦！世界一！！(드디어 결전! 세계제일!!)
19. (126화)涙の卒業式(눈물의 졸업식)
20. (127화)明日へのキックオフ！(내일로의 킥 오프!)